# Дивизион Боброва
Дивизион Боброва — один из дивизионов Континентальной хоккейной лиги, образованный в 2008 году. Является одним из четырёх дивизионов чемпионата КХЛ, созданных с целью разделения команд по географическому (ранее — спортивному) принципу.
Назван в честь Всеволода Боброва — легенды советского футбола и хоккея. Бобров — гордость советского хоккея, олимпийский чемпион, двукратный чемпион и серебряный призёр чемпионатов мира, трёхкратный чемпион Европы и шестикратный чемпион СССР. Забросил 332 шайбы в карьере, в 1997 году введён в Зал славы ИИХФ.

## Состав дивизиона
| Сезон   | Команды             | Команды         | Команды                   | Команды                | Команды                   | Команды          | Команды             | Победитель дивизиона |
| ------- | ------------------- | --------------- | ------------------------- | ---------------------- | ------------------------- | ---------------- | ------------------- | -------------------- |
| 2008/09 | Салават Юлаев (Уфа) | Атлант (Мытищи) | Спартак (Москва)          | Северсталь (Череповец) | Металлург (Новокузнецк)   | Динамо (Минск)   | Динамо (Минск)      | Салават Юлаев        |
| 2009/10 | Динамо (Москва)     | Динамо (Рига)   | СКА (Санкт-Петербург)     | Спартак (Москва)       | ЦСКА                      | Динамо (Минск)   | Динамо (Минск)      | СКА                  |
| 2010/11 | Динамо (М)          | Динамо (Р)      | СКА                       | Спартак (Москва)       | ЦСКА                      | ЦСКА             | ЦСКА                | Динамо (М)           |
| 2011/12 | Динамо (М)          | Динамо (Р)      | Лев (Попрад)              | СКА                    | Спартак (Москва)          | ЦСКА             | ЦСКА                | СКА                  |
| 2012/13 | Витязь (Чехов)      | Динамо (М)      | Динамо (Р)                | Донбасс (Донецк)       | Лев (Прага)               | СКА              | Слован (Братислава) | СКА                  |
| 2013/14 | Динамо (Мн)         | Динамо (Р)      | Лев (Пр)                  | Медвешчак (Загреб)     | СКА                       | Слован           | ЦСКА                | СКА                  |
| 2014/15 | Атлант              | Динамо (Мн)     | Динамо (Р)                | Йокерит (Хельсинки)    | Медвешчак                 | СКА              | Слован              | СКА                  |
| 2015/16 | Динамо (Мн)         | Динамо (Р)      | Йокерит                   | Медвешчак              | Спартак (Москва)          | Слован           | СКА                 | Йокерит              |
| 2016/17 | Динамо (Мн)         | Динамо (Р)      | Йокерит                   | Медвешчак              | Спартак (Москва)          | Слован           | СКА                 | СКА                  |
| 2017/18 | Динамо (Мн)         | Динамо (Р)      | Йокерит                   | СКА                    | Слован                    | Спартак (Москва) | Спартак (Москва)    | СКА                  |
| 2018/19 | Динамо (М)          | Динамо (Р)      | Йокерит                   | Северсталь             | СКА                       | Спартак (Москва) | Спартак (Москва)    | СКА                  |
| 2019/20 | Динамо (М)          | Динамо (Р)      | Йокерит                   | Северсталь             | СКА                       | Спартак (Москва) | Спартак (Москва)    | СКА                  |
| 2020/21 | Динамо (Р)          | Йокерит         | Северсталь                | СКА                    | Спартак (Москва)          | ХК «Сочи»        | ХК «Сочи»           | СКА                  |
| 2021/22 | Витязь (Подольск)   | Йокерит         | СКА                       | Спартак (Москва)       | Торпедо (Нижний Новгород) | Сочи             | Сочи                | СКА                  |
| 2022/23 | Спартак (Москва)    | СКА             | Торпедо (Нижний Новгород) | Витязь (Подольск)      | Сочи                      | Сочи             | Сочи                | СКА                  |
| 2023/24 | Спартак (Москва)    | СКА             | Торпедо (Нижний Новгород) | Витязь (Подольск)      | Сочи                      | Сочи             | Сочи                | СКА                  |
| 2024/25 | Спартак (Москва)    | СКА             | Торпедо (Нижний Новгород) | Витязь (Подольск)      | Сочи                      | Сочи             | Сочи                | Спартак (Москва)     |

Примечание:
С сезона 2009/10 годов разделение в КХЛ произошло по географическому принципу. Кроме дивизионов, были образованы две конференции (Западная и Восточная), включающих по два дивизиона. Дивизион Боброва оказался в Западной конференции.

## Победители дивизиона
| Команда               | Победы |
| --------------------- | --- |
| СКА (Санкт-Петербург) | 13 (2009/10, 2011/12, 2012/13, 2013/14, 2014/15, 2016/17, 2017/18, 2018/19, 2019/20, 2020/21, 2021/22, 2022/23, 2023/24) |
| Спартак (Москва)      | 1 (2024/25) |
| Динамо (Москва)       | 1 (2010/11) |
| Йокерит (Хельсинки)   | 1 (2015/16) |
| Салават Юлаев (Уфа)   | 1 (2008/09) |

## Обладатели Кубка Гагарина
Команды Дивизиона Боброва четырежды побеждали в розыгрыше Кубка Гагарина. В 2012 и 2013 годах трофей завоёвывало московское «Динамо», в 2015 и 2017 годах  — санкт-петербургский СКА. 
- 2012 — Динамо (Москва)
- 2013 — Динамо (Москва)
- 2015 — СКА (Санкт-Петербург)
- 2017 — СКА (Санкт-Петербург)